# Ashton-Tate
Ashton-Tate Corporation — американская компания, разработчик программного обеспечения, наиболее известна разработкой популярного приложения СУБД dBASE. Ashton-Tate выросла из небольшой гаражной компании в транснациональную корпорацию. Некогда одна из компаний разработчиков программного обеспечения «Большой тройки», в которую входили Microsoft и Lotus, в конце 1980-х компания допустила ряд ошибок и, в итоге, была куплена конкурировавшей с ней Borland в сентябре 1991 года.

## История

### Ранняя история: dBASE II (1981—1983)
В 1978 году работавший в компании Martin Marietta программист Уэйн Рэтлифф написал Vulcan, приложение для работы с базами данных, которое помогало ему делать ставки на игру футбольных пулов. Написанное на языке ассемблера Intel 8080, приложение работало под управлением операционной системы CP/M и воспроизводило принцип работы JPLDIS, программы, написанной для Univac 1108 и использовавшейся в JPL.
По его собственным словам, Рэтлифф назвал программу Vulcan в честь вулканца Спока из Звёздного пути.
JPLDIS была написана другим программистом Джебом Лонгом (Jeb Long). Компания Ashton-Tate была запущена в результате того, что Джордж Тейт (George Tate) и Хэл Лэшли (Hal Lashlee) увидели Vulcan в 1981 году и лицензировали его у Рэтлиффа. Первоначальное соглашение было написано на одной странице и предусматривало щедрые лицензионные платежи Рэтлиффу.
К этому времени Тейт и Лэшли уже создали три успешных стартапа: Discount Software, одна из первых компаний, начавших продавать программное обеспечение для ПК потребителям по почте (президентом которой был Рон Деннис), Software Distributors (генеральный директор Линда Джонсон / Марк Видович) и Software Center International, первой в США розничной сети магазинов программного обеспечения с магазинами в 32 штатах (Гленн Джонсон был соучредителем вместе с Tate & Lashlee; позже SCI была продана Wayne Green Publishing.)
Лицензия на Vulcan почти сразу после основания компании была продана компании SCDP Systems. Ashton-Tate понадобилось изменить название программы, потому что у Harris Corporation уже была операционная система под названием Vulcan.
Хэл Павлюк (Hal Pawluk), работавший в их рекламном агентстве, предложил «dBASE», включая заглавные буквы. Он также предположил, что первый выпуск продукта «II» будет означать, что он уже находится во второй версии, и поэтому будет восприниматься как более надёжный, чем первый выпуск.. Первоначальное руководство было слишком сложным с точки зрения Павлюка, поэтому он написал второе руководство, которое должным образом было включено в комплект вместе с первым. Павлюк создал название для новой издательской компании, объединив фамилию Джорджа с вымышленной фамилией Эштона, якобы потому, что «Эштон-Тейт» звучит лучше или его легче произносить, чем «Лэшли-Тейт». Вопреки слухам того времени, у Джорджа Эдвина Тейта не было домашнего попугая по имени Эштон до тех пор, пока Хэл Павлюк не придумал название компании. Поскольку люди продолжали звонить в компанию с просьбой поговорить с мистером Эштоном, этот скрытый лакомый кусочек информации стал шуткой инсайдеров индустрии ПК.
У dBASE II была необычная гарантия. Клиенты получали версию программного обеспечения с урезанными возможностями и отдельный запечатанный диск с полной версией; они могли вернуть неоткрытый диск для возмещения в течение 30 дней. Гарантия, вероятно, убедила многих рискнуть купить приложение за 700 долларов.
В 1981 году основатели наняли Дэвида К. Коула[en] на должность председателя, президента и CEO своей группы компаний, которая называлась «Софт Плюс». Она не торговала под своим именем, а была холдинговой компанией для трёх стартапов: Discount Software, Software Distributors и Ashton-Tate. Коул получил полную свободу действий в управлении бизнесом, в то время как Джордж Тейт в основном продолжал участвовать в Ashton-Tate. К этому времени Лэшли был несколько менее вовлечён в повседневную деятельность Ashton-Tate, хотя он всегда был в курсе всех трёх направлений бизнеса и был активным членом совета директоров и должностным лицом SPI.
В июне 1982 года Коул нанял Рода Тернера (Rod Turner) в качестве директора по продажам OEM Ashton-Tate. Через несколько недель Тернер решил проблему плана комиссионных с продаж, которая беспокоила Джорджа Тейта и лучшего продавца (Барбару Вайнгартен-Герра / Barbara Weingarten-Guerra) в течение некоторого времени, и Тейт с Коулом повысили Тернера до должности вице-президента по международным продажам. Тернер был примерно 12-м сотрудником Ashton-Tate. Поскольку компания была действительно бедной и не использовала внешний венчурный капитал, её основатели не нанимали опытных ветеранов, а большая часть команды Ashton-Tate была молодой и полной энтузиазма, но неопытной. Джим Тейлор (Jim Taylor) отвечал за управление продуктом в первые дни и тесно сотрудничал с Уэйном Рэтлиффом и другими ключевыми разработчиками над dBASE II. В 1982 году Перри Лоуренс (Perry Lawrence) и Нельсон Цо (Nelson Tso) были двумя разработчиками, которые работали в Ashton-Tate. Дополнительно Уэйн Рэтлифф нанял Джеба Лонга, оплачивая его из своих прибылей от роялти за dBASE.

### IBM PC
dBASE II была портирована на IBM PC под операционную систему MS-DOS и выпущена в сентябре 1982 года. Павлюк начал размещать рекламу dBASE II для IBM PC за несколько месяцев до того, как она была выпущена. Когда dBASE II для IBM PC начала поставляться, это было одно из немногих основных приложений, доступных для ПК, и этот факт в сочетании с хорошим продвижением и продажами в США и на международном уровне привёл к быстрому росту продаж dBASE II. Тернер расширил международные дистрибьюторские усилия Ashton-Tate и призвал эксклюзивных дистрибьюторов на основных рынках переводить dBASE II с английского на неанглийские версии. Раннее присутствие dBASE II на международных рынках, когда IBM вывела на эти рынки свои ПК, способствовало быстрому росту продаж и доли рынка для dBASE. В какой-то момент в 1983 году французский дистрибьютор компании «La Commande Electronique» (владельцем которого был Хьюз Леблан) заявил, что «DBASE II покупает каждый десятый покупатель ПК во Франции».
Зимой 1982 года Тернер нанял управляющего директора (Дэвид Имберг, ныне Дэвид Инбар) для первой дочерней компании Ashton-Tate, Ashton-Tate UK. Тернер поставил перед Инбаром цель добиться роста совокупной выручки на 15 % в месяц в течение первых 18 месяцев (используя объём предыдущего дистрибьютора в Великобритании в качестве отправной точки). Инбар выполнил эту задачу. Впоследствии он расширил деятельность Ashton-Tate в Европе, открыв дочерние компании в Германии и Нидерландах. Когда Тернер привёз Инбара в Калвер-Сити, штат Калифорния, корпоративную штаб-квартиру Ashton-Tate, для обучения, офисы были настолько переполнены, что единственным доступным для Инбара местом был небольшой стол рядом с большим копировальным аппаратом без телефонной линии; офисы были настолько переполнены, что, когда Тернеру нужно было провести конфиденциальную встречу, он проводил её стоя в ближайшем туалете.
По мере распространения жёстких дисков всё большего размера на персональных компьютерах, dBASE II стала очень продаваемой. Для своего времени dBASE был чрезвычайно продвинутым. Это был один из первых продуктов базы данных, который работал на микрокомпьютере, а его среда программирования (язык dBASE) позволяла использовать его для создания широкого спектра пользовательских приложений. Хотя в то время у микрокомпьютеров были ограниченная оперативная память и диски, dBASE, тем не менее, позволял автоматизировать огромное количество задач малого и среднего размера. Торговые посредники с добавленной стоимостью (value-added resselers, VAR), которые разрабатывали приложения с использованием dBASE, стали важным ранним каналом продаж для dBASE.
К концу финансового года, закончившегося в январе 1982 года, выручка фирмы составила почти 3,7 миллиона долларов, а операционный убыток составил 313 000 долларов.
Одним из первых действий Коула был наём бухгалтера для настройки финансовой системы, создания структуры управления и внедрения процессов для управления операциями и заказами. Миссия Коула заключалась в том, чтобы «сместить баланс сил от тех, кто понимает, как работают компьютеры, к тем, кому нужно то, что могут делать компьютеры».
Коул лицензировал два программных продукта в 1982 году, опираясь на свой издательский опыт. Эти два неудачных продукта были запущены в октябре 1982 года: The Financial Planner и The Bottom Line Strategist. The Financial Planner представлял собой сложную систему финансового моделирования, которая использовала собственный внутренний язык, но она не была так популярна, как электронные таблицы, такие как SuperCalc. Bottom Line Strategist был опирающейся на готовые шаблоны системой финансового анализа, которая имела очень ограниченную гибкость и функциональность. Оба были выпущены по той же цене, что и dBASE II, но ни один из продуктов не рекламировался агрессивно, и оба были переведены Тернером в режим мягкого игнорирования, когда стало ясно, что у них нет значительного потенциала.

### Ashton-Tate: IPO и dBASE III (1983−1985)
К концу января 1983 года компания стала прибыльной. В феврале 1983 года компания выпустила dBASE II RunTime, которая позволила разработчикам свои написанные приложения dBASE распространять среди клиентов без необходимости последним покупать «полную» версию dBASE. Рост выручки сопровождался ростом числа сотрудников. Компания наняла своего первого менеджера по персоналу, разработала свой первый социальный пакет и переехала в штаб-квартиру по адресу 10150 West Jefferson Boulevard в Калвер-Сити.
В мае 1983 года Коул изменил название холдинговой компании SPI на Ashton Tate, что перевело занимающиеся доставкой программного обеспечения по почте, Discount Software и Software Distributors в статус дочерних компаний, и они были вскоре проданы. Коул заключил соглашение с Уэйном Рэтлиффом, по которому Рэтлифф обменял свой будущий поток роялти от dBASE на акции Ashton Tate, тем самым значительно увеличив прибыльность компании.
Коул также предпринял шаги для контроля над своими разработками, создав собственную организацию разработчиков (возглавляемую Харви Джином [Harvey Jean], ранее работавшим в JPL, в качестве вице-президента по проектированию), и диверсифицировав её, профинансировав две внешние группы разработчиков: Forefront Corporation (разработчик продукта, который позже будет называться Framework [en]) и Queue Associates. Той весной Ashton-Tate выпустил Friday!. К моменту IPO в ноябре 1983 года компания выросла до 228 сотрудников. IPO привлекло 14 миллионов долларов. Когда финансовый год закончился в январе 1984 года, выручка увеличилась более чем вдвое до 43 миллионов долларов, а чистая прибыль подскочила с 1,1 миллиона долларов (1983 финансовый год) до 5,3 миллиона долларов.
К началу 1984 года InfoWorld подсчитал, что Ashton-Tate была шестой по величине компанией по производству программного обеспечения для микрокомпьютеров в мире. Сообщается, что на dBASE II приходится 70 % рынка микрокомпьютерных баз данных, продано более 150 000 копий. Ashton-Tate опубликовала каталог, в котором перечислены более 700 приложений, написанных на этом языке, и более 30 книг, аудио-, видео- и компьютерных учебных пособий по dBASE. Другие компании выпустили сотни утилит, которые работали с базой данных, что, по мнению Ратлифа, способствовало успеху Ashton-Tate; «Можно сказать, что это потому, что программное обеспечение не завершено. Есть „проблемы“ с dBASE — упущения, которые должны заполнить другие разработчики программного обеспечения». Он отметил, что «если бы они не были с нами, они были бы против нас». Коул пообещал всегда уведомлять третьи стороны, прежде чем объявлять о новом продукте или изменять маркетинг dBase. В мае компания анонсировала, а в июле выпустила dBASE III в качестве преемника dBASE II. В июле также был выпущен интегрированный офисный пакет Framework, разработанный Forefront Corporation при финансовой поддержке Ashton-Tate. Это были первые продукты компании, выпущенные со схемами защиты от копирования в попытке остановить пиратство программного обеспечения.

### Эд Эсбер
В начале августа 1984 года Ashton-Tate провела большую конференцию для всей компании на борту Queen Mary в Лонг-Бич, штат Калифорния, и представил новые продукты, такие как Friday! сотням клиентов и сотрудников. Сразу после конференции Джордж Тейт внезапно скончался от сердечного приступа в возрасте 40 лет — 10 августа 1984 года. Дэвид Коул 29 октября объявил о своей отставке и ушёл в Ziff-Davis, оставив Эда Эсбера на посту генерального директора. Коул нанял Эсбера, потому что он был экспертом по маркетингу, который запустил VisiCalc и построил первые каналы распространения программного обеспечения для персональных компьютеров. (VisiCalc была первой электронной таблицей, и ей приписывают начало революции в области персональных компьютеров, а также первый коммерчески успешный программный пакет для персональных компьютеров.)
За семь лет правления Эсбера у Ashton-Tate были самые процветающие годы и несколько самых противоречивых. Именно тогда Ashton-Tate стала одной из компаний-разработчиков программного обеспечения для персональных компьютеров «большой тройки», переживших «встряску» в начале 1980-х годов, и считалась равной Microsoft и Lotus Development. Под его руководством продажи Ashton-Tate выросли более чем на 600 % с 40 миллионов долларов до более чем 318 миллионов долларов.
В ноябре, вскоре после прихода к власти Эсбера, была выпущена версия 1.1 dBASE III, в которой были исправлены некоторые из многочисленных ошибок, обнаруженных в версии 1.0. Как только версия 1.1 была выпущена, основное внимание разработчиков было сосредоточено на следующей версии, которая внутренне именуется как dBASE III версии 2.0. Среди прочего, версия 2.0 должна была иметь новое ядро для увеличения скорости и новые функции для улучшения разработки приложений. Однако отношения Эсбера с Уэйном Рэтлиффом были бурными, и Рэтлифф ушёл через несколько месяцев. В конце концов группа сотрудников по продажам и маркетингу ушла, чтобы присоединиться к Рэтлиффу в Migent Corporation, чтобы конкурировать с Эштоном Тейтом. Позже (январь 1987 г.) Эштон-Тейт подаст в суд на Migent за предполагаемое незаконное присвоение коммерческой тайны. В конечном итоге Рэтлифф обратился к Эсберу с просьбой о воссоединении с Ashton-Tate и настаивал на том, чтобы подчиняться непосредственно ему. Джеб Лонг занял пост главного архитектора dBASE в отсутствие Рэтлиффа.
В октябре 1985 года компания выпустила dBASE III Developer’s Edition. Внутри этот выпуск был известен как версия 1.2. В нём были некоторые новшества, которые, до этого, ожидались в предстоящем выпуске 2.0, включая новое ядро и функции, в первую очередь полезные для разработчиков приложений. Версия 1.2 была одной из самых стабильных версий dBASE, когда-либо выпущенных Ashton-Tate, если не самой стабильной. Она также был одной из наименее известных и чаще всего забываемых. В основном это был релиз, призванный успокоить разработчиков, ожидающих версии 2.0 (dBASE III+).
В конце 1985 года компания окончательно переместила свою штаб-квартиру в офис по адресу 20101 Hamilton Avenue в Торрансе. Разработка распределялась по всей Калифорнии, хотя разработка dBASE была сосредоточена в офисах в Глендейле.

### dBASE III+ и клоны от других компаний (1986—1987)
В версию dBASE III+ была включена построенная на основе меню утилита для упрощения работы. Она функционировала в текстовом режиме. Эта версия первоначально была сырой и её пришлось отозвать незадолго до её выпуска в начале 1986 года из-за неправильной настройки схемы защиты от копирования. Однако компания справилась с этим с некоторым апломбом, и хотя проблема затронула некоторых клиентов, оперативное решение проблемы со стороны Ashton-Tate во многом улучшило отношения с клиентами, а не испортило их.
dBASE III+ стал таким же успешным, как и dBASE II, увеличив объём продаж компании до 318 миллионов долларов в 1987 году.
С годами dBASE стала громоздкой, поэтому Эсбер под руководством Майка Бенсона начал проект по переделке архитектуры dBASE для нового мира клиент-серверного программного обеспечения. Предполагался выпуск полностью переписанного проекта, разработанного как dBASE следующего поколения.
dBASE был сложным продуктом, и для его поддержки возникла процветающая сторонняя индустрия. Был представлен ряд продуктов для улучшения некоторых аспектов dBASE, как программирования, так и повседневных операций. Когда Ashton-Tate анонсировала новые версии dBASE, они часто объявляли заранее, что решили включить некоторые функции, предоставляемые третьими сторонами, в базовую систему. Как и следовало ожидать, продажи аналогичных продуктов сторонних разработчиков после таких анонсов быстро падали почти до нуля, независимо от того, действительно ли новая версия dBASE включала потом эту функцию. После ряда таких анонсов отношение сторонних разработчиков стало ухудшаться.
Одним особенно важным дополнением к линейке надстроек сторонних производителей стал возможный выпуск компиляторов dBASE, которые брали проект dBASE, компилировали его и связывали в автономную исполняемую программу. Это не только упрощало распространение получившегося проекта среди конечных пользователей, но и не требовало установки dBASE на этой машине. Эти компиляторы, по сути, заменили собственное решение этой проблемы, разработанное Ashton-Tate, runtime-версию dBASE за 395 долларов за машину, и тем самым подорвали один из источников их дохода. Наиболее успешным таким компилятором был Clipper от Nantucket Software. В конце концов некоторые из них были преобразованы в полноценные клоны dBASE.
Эсбер был недоволен компаниями, клонировавшими продукты dBASE, но всегда поддерживал сторонних разработчиков, которых он считал важной частью экосистемы dBASE. Он не верил и не поддерживал компании, которые клонировали dBASE, в процессе продвижения своих продуктов используя миллионы долларов, которые его акционеры заплатили за продвижение dBASE. Начав с незначительных действий, он в конце концов пошёл на многое, чтобы остановить авторов клонов письмами о прекращении действия и угрозами судебного иска. На одной из отраслевых конференций он даже встал и пригрозил подать в суд на любого, кто сделает клон dBASE, выкрикивая: «Сделай мой день!» . Это вызвало большие споры о праве собственности на компьютерные языки и стало источником кричалки «инновации, а не судебные тяжбы».
В результате этого продолжающегося конфликта стороннее сообщество постепенно уводило некоторых своих клиентов из малого бизнеса от dBASE. К счастью для Ashton-Tate, крупные корпорации приняли dBASE как стандарт де-факто.

### dBASE IV: провал и упадок (1988—1990)
Ashton-Tate обещала новую версию базовой линейки продуктов dBASE примерно в 1986 году. Новая версия должна была быть более мощной, быстрой и с её помощью было проще создавать базы данных. У него были бы улучшенные индексы и поддержка работы в сети, внутренняя поддержка SQL и возможность работы со внешними серверами SQL, а также компилятор. Ashton-Tate объявила о выпуске dBASE IV в феврале 1988 года с ожидаемым выпуском в июле того же года. В конечном итоге dBASE IV был выпущен в октябре 1988 года в виде двух продуктов: стандартной версии и версии для разработчиков.
К сожалению, dBASE IV был медленным и полным ошибок. Ошибки вовсе не так уж удивительны в крупном обновлении продукта, что обычно исправляется с выпуском «x.1» до того, как будет нанесён слишком большой ущерб. Такая ситуация произошла, например, с dBASE III, и Ashton-Tate быстро устранила проблемы. Однако ряд проблем привёл к тому, что выпуск dBASE IV 1.0 провалился.
- Во-первых, хотя dBASE IV и включал компилятор, это было не то, чего ожидало сообщество разработчиков. Это сообщество ожидало продукт, который мог бы генерировать автономный исполняемый код, подобный Clipper. Компилятор dBASE IV создавал объектный код, но для запуска результата всё ещё требовался полный продукт dBASE IV. Многие считали, что Ashton-Tate намеревалась создать dBASE IV, чтобы конкурировать со сторонними разработчиками и устранить их. Само по себе это объявление сильно подорвало жизнь различных авторов компиляторов.
- Однако более проблематичным была нестабильность программы. Полный масштаб проблемы стал очевиден только по мере того, как всё больше людей пытались использовать продукт, особенно те, кто обновился до новой версии. Ошибок было так много, что большинство пользователей сдались, смирившись с ожиданием релиза «x.1». Когда стало известно, продажи резко упали, поскольку существующие пользователи предпочли отложить свои обновления, а новые пользователи предпочли проигнорировать продукт.

Ни одна из этих проблем сама по себе не убила продукт. У dBASE было очень много поклонников и отличная узнаваемость на рынке. Всё, что было необходимо, — это обновление, устраняющее проблемы. На момент выпуска в Ashton-Tate было общее мнение, что версия с исправлением ошибок будет выпущена в течение шести месяцев после выпуска 1.0. Если бы это произошло, лояльные пользователи могли бы лучше принять продукт.
Но вместо сосредоточенности на этой исправляющей ошибки версии, руководство Ashton-Tate переключило своё внимание на приложения следующего поколения под кодовым названием Diamond. Diamond должен был стать новой интегрированной линейкой продуктов, способной обмениваться большими наборами данных между приложениями. Эта работа проводилась в течение многих лет и уже потребляла много ресурсов в офисах компании в Глендейле, Торрансе, Уолнат-Крик и Лос-Гатос (Центр продуктов в Северной Калифорнии). Однако, как только стало очевидно, что Diamond нужно ещё несколько лет, чтобы стать продуктом, а также из-за плохих отзывов и падения продаж dBASE IV 1.0, Ashton-Tate сосредоточила своё внимание на исправлении dBASE IV.
Прошло почти два года, прежде чем dBASE IV 1.1 наконец был выпущен (в июле 1990 года). За это время многие клиенты воспользовались возможностью опробовать легионы недавно появившихся клонов dBASE, в частности FoxBase и Clipper.
Продажи dBASE резко упали. На долю компании приходилось около 63 % всего рынка баз данных в 1988 году и только 43 % в 1989 году. За последние четыре квартала на финише самостоятельного существования компания Ashton-Tate потеряла около 40 миллионов долларов. В августе 1989 года компания уволила более 400 из 1800 сотрудников. Партнёрство с Microsoft по версии под названием Ashton-Tate/Microsoft SQL Server также ни к чему не привело, поскольку каналы сбыта Ashton-Tate не были готовы продавать то, что тогда было базой данных высокого класса. Первая версия SQL Server также работала только под управлением IBM OS/2, что также ограничивало её успех. Версия dBASE, напрямую взаимодействующая с SQL Server, названная dBASE IV Server Edition, была выпущена в 1990 г. и была признана лучшим доступным клиентом для SQL Server (как в журнале Databased Advisor, так и в журнале DBMS), но продукт так и не получил распространения и стал одной из жертв поглощения со стороны Borland. Вместо него, в той же роли Microsoft в конечном итоге выпустила Access в этой роли.

### Продажа Borland (1991)
Эсбер годами пытался увеличить масштаб компании за счёт приобретений или объединения усилий с другими компаниями-разработчиками программного обеспечения, в том числе обсуждал слияние с Lotus в 1985 и 1989 годах. Другие обсуждавшиеся слияния, которые правление Ashton-Tate отклонило или зашли в тупик, включали Cullinet, Computer Associates, Informix, Symantec и Microsoft. (Microsoft позже приобрела Fox Software после того, как Borland приобрела Ashton-Tate, а Министерство юстиции США вынудило Borland не заявлять о праве собственности на язык dBASE.)
В 1990 году Эсбер предложил слияние с Borland. Во время первых обсуждений правление отступило и уволило Эсбера, посчитав его сумасшедшим из-за предложенного им слияния равных (объединение компаний по существующей рыночной оценке) с более мелким конкурентом Borland, и 11 февраля 1991 г. заменило его на посту генерального директора на Уильяма П. «Билла» Лайонсома. Лайонс был нанят для ведения бизнеса, отличного от dBASE, и до этого момента был не успешен. Лайонс выпустил dBASE IV 1.1, продукт, которым управлял Эсбер и который в момент прихода Лайонса на пост генерального директора уже находился в стадии бета-тестирования.
Предоставив совету компенсационный пакет при слиянии (включая индивидуальные бонусы в размере 250 тысяч долларов) и предоставив управленческой команде переоценённые опционы и «золотые парашюты», совет и Лайонс возобновили переговоры с Borland, но на этот раз структурированные как поглощение Ashton-Tate со значительная премией по сравнению с актуальной на тот момент рыночной оценкой Ashton-Tate, но значительно ниже цены, о которой договорился Эсбер.
Уолл-стрит понравилась сделка, и акции Borland достигли новых максимумов незадолго до и после слияния. Некоторые, впрочем, посчитали, что 439 миллионов долларов за акции, которые они заплатили, были слишком большой суммой.
Слияние с Borland не было гладким. Borland продавала несовместимую с dBASE СУБД Paradox специально, чтобы конкурировать с dBASE, и её разработчики считали, что их система намного превосходит dBASE. Группа Paradox была крайне расстроена всякий раз, когда Кан упоминал dBASE, и внутри компании вспыхивала ожесточённая борьба за сферы влияния. Borland также разрабатывала конкурирующий продукт под названием The Borland dBase Compiler for Windows. Этот продукт был разработан Грегором Фройндом, который руководил небольшой группой разработчиков этой быстрой объектно-ориентированной версии dBASE. Когда Borland показала продукт команде Ashton-Tate, те наконец признали, что проиграли битву за dBASE.
Тем не менее, Кан следил за тенденциями на рынке компьютеров и решил, что оба продукта следует продвигать вперёд, чтобы они стали действительно основанными на Microsoft Windows. Компилятор OO-dBASE не мог работать под Windows так же, как и dBASE IV, что вынудило Borland отказаться от обеих кодовых баз в 1993 году и создать новую команду для создания нового продукта, который в конечном итоге был выпущен как dBASE для Windows в 1994 году. Paradox намеренно задвигали на рынке разработчиков, поскольку теперь dBASE был крупнейшим продуктом Borland. Microsoft представила Access в конце 1992 года и в конечном итоге захватила почти весь рынок персональных СУБД для Windows. Кроме того, летом 1992 года Microsoft приобрела компанию Fox Software из Огайо, производителя продуктов, подобных dBASE — FoxBASE+ и FoxPro. Поскольку Microsoft теперь стояла за FoxPro, многие разработчики программного обеспечения dBASE и Clipper вместо этого могли бы начать работать в FoxPro. Но, к тому времени, когда dBASE для Windows был выпущен, рынок почти ничего не заметил. Microsoft, похоже, пренебрегла FoxPro после приобретения, возможно, потому, что они также владели и продвигали Microsoft Access, прямого конкурента dBASE. Конечно, рынок баз данных для ПК стал намного менее конкурентным в результате их сделки по покупке FoxPro.
Когда Borland в конце концов продала свои продукты Quattro Pro и Paradox компании Novell, где они должны были быть объединены с WordPerfect в попытке соперничать с Microsoft Office, Borland осталась с InterBase, которую Эсбер приобрёл в конце 1980-х годов. Текущая стратегия Borland заключалась в том, чтобы переориентировать свои инструменты разработки на корпоративный рынок с помощью клиент-серверных приложений, поэтому Interbase подошла как недорогой инструмент и хорошая общая база данных SQL для прототипирования. Это оказалось самой продолжительной и самой положительной частью приобретения Ashton-Tate, что иронично, поскольку это было почти недосмотром и малоизвестно Borland, пока они не приобрели Ashton-Tate.
В целом покупка Ashton-Tate оказалась неудачной. Несколько лет спустя Филипп Кан покинул Borland из-за ухудшения финансовых показателей, включая многолетние убытки.

## Причины падения
Хотя падение Ashton-Tate можно объяснить многими факторами, главными из них были:
- чрезмерная зависимость от линейки одного продукта (dBASE)
- ужасное качество dBASE IV при выпуске, усугубляемое полной неспособностью предпринять какие-либо действия для исправления этого, когда это было необходимо
- ориентация на будущие продукты без учёта потребностей текущих клиентов
- уход Уэйна Рэтлиффа

Любой из них был бы преодолимой проблемой, но в совокупности они привели к быстрому упадку компании. Зависимость Ashton-Tate от dBASE понятна. Это было одно из первых приложений-убийц в мире CP/M, наряду с WordStar и (на других платформах) VisiCalc, и оно смогло перейти на IBM PC, чтобы сохранить своё господство. Только успех dBASE создал и поддерживал компанию в течение первых девяти лет. Однако чрезмерная зависимость от dBASE в отношении доходов имела катастрофические последствия для компании, когда продажи dBASE IV резко упали. В конце концов, низкое качество и очень поздний выпуск dBASE IV оттолкнули существующих клиентов и помешали новым принять его. Эта потеря дохода от дойной коровы была слишком большой для компании и в сочетании с ошибками руководства в конечном итоге привела к продаже компании Borland International.

## Продукты не связанные с dBASE
В середине 1980-х Эсбер всё больше стремился диверсифицировать активы компании и приобрёл ряд продуктов для включения в линейку Ashton-Tate. По большому счёту, большинство этих приобретений оказались неудачными и не принесли ожидаемого дохода. Этот опыт является ещё одной иллюстрацией сложности интеграции приобретённых компаний и продуктов на быстро меняющемся технологическом рынке.

### Friday!
Friday! была продуктом, задуманным в эпоху Дэвида Коула в Ashton-Tate. Названная в честь помощника Робинзона Крузо Пятницы, потому что с помощью программы можно было якобы «успеть всё к пятнице!», это была простая программа управления личной информацией (PIM), написанная примерно в 1983 году, за годы до того, как эта аббревиатура стала популярной. Она использовала настроенную версию dBASE II, предшествовавшую продукту dBASE III. Во время бета-тестирования обнаружилось несколько конструктивных недостатков, которые потребовали серьёзного проектирования и переписывания кода. Эти изменения были внесены собственными силами Джимом Льюисом, который вскоре после этого присоединился к Ashton-Tate в качестве ведущего разработчика и менеджера по продукту. После масштабной рекламной кампании и скромного интереса, Friday! в итоге была снята с продаж. (См. также Microsoft Bob).

### Javelin
10 апреля 1986 года Ashton-Tate подписала маркетинговое соглашение с Javelin Software о распространении их программного обеспечения для финансового моделирования под названием Javelin за пределами США и Канады.

### Framework
Framework был наиболее успешной попыткой прорыва Ashton-Tate за пределы рынка dBASE. Framework как и dBASE до него, был детищем одного автора, Роберта Карра, который считал, что интегрированные приложения предлагают огромные преимущества по сравнению с набором отдельных приложений, выполняющих по отдельности те же функции, что и интегрированный пакет. В 1983 году у него была рабочая демоверсия своего продукта, и он показал её Ashton-Tate, которая немедленно подписала соглашение о поддержке разработки в обмен на маркетинговые права.
Framework представлял собой интегрированный офисный пакет под DOS, который сочетал в себе текстовый процессор, электронную таблицу, приложение мини-базы данных, планировщик, инструмент для построения диаграмм и терминальную программу. Более поздние версии также добавили поддержку электронной почты. Framework также отличался тем, что был доступен более чем на 14 языках, и был более успешным в Европе, чем в Северной Америке. Несмотря на то, что платформа была основана на DOS, она поддерживала полнофункциональный графический интерфейс, основанный на символьной графике (аналогично тому, как она была сделана в OWL от Borland).
В конце концов Framework оказался вовлечённым в отраслевую битву, в первую очередь с Lotus Symphony, а затем с Microsoft Works. С самого начала рынок никогда не был большим, поскольку большинство клиентов предпочитали покупать большие монолитные версии приложений, даже если они никогда не использовали дополнительные функции. Позже Borland продала Framework компании Selections & Functions, которая продолжает распространять её и сегодня.

### MultiMate
MultiMate — ПО текстового процессора, созданное для имитации на персональном компьютере работы со специализированной рабочей станцией — текстовым процессором Wang, очень популярным в США в 1970ых годах. В начале 1980-х многие компании использовали MultiMate для замены этих дорогостоящих одноцелевых систем персональным компьютером общего назначения, MultiMate предлагал им простой путь миграции. Хотя в то время это не было ясно, эта миграция была в основном завершён к тому времени, когда Ashton-Tate купила компанию Multimate International в декабре 1985 года. Продажи стабилизировались, хотя в то время они всё ещё были довольно впечатляющими.
По мере того, как миграция с текстовых процессоров Wang на IBM PC подходила к концу, эмуляция устаревшего интерфейса Wang делала этот продукт безнадёжно устаревшим. Чтобы продукт оставался востребованным, ему требовалось серьёзное обновление, которое не было реализован. Конкурировавший текстовый процессор WordPerfect воспользовался этими проблемами и увеличил долю рынка до уровня, по существу смертельного для MultiMate. Ashton-Tate так и не выпустила версию этого продукта под Windows, а после покупки Borland команда его разработчиков была распущена, а поддержка прекращена.

### Серия продуктов «Master»
Ashton-Tate приобрела Decision Resources в Вестпорте, штат Коннектикут, в 1986 году. Decision Resources создала программы Chart Master, Sign Master, Map Master и Diagram Master. Это были простые и эффективные бизнес-программы для построения диаграмм/чертежей, которые писались в расчёте на то, что различные программы для работы с электронными таблицами были настолько плохи в построении диаграмм, что люди с радостью заплатили бы за другую программу, чтобы получить возможность более качественного построения графики. К тому времени, когда Ashton-Tate купила компанию, стало ясно, что новые поколения программ для работы с электронными таблицами улучшат свои возможности построения графиков до такой степени, что продукты Decision Resource не будут нужны, но компания также работала над новым пакетом для рисования, который был интереснее в долгосрочной перспективе.
После совершения покупки стало ясно, что этот пакет не удался. Хотя он был выпущен как Draw Applause, он никогда не продавался хорошо.

### Byline
Byline была ранней настольной издательской программой, разработанной компанией SkiSoft и распространяемой и продаваемой Ashton-Tate. Когда этот пакет был представлен где-то в 1987 году, он был довольно недорогим и простым в использовании, и у него появилось небольшое количество преданных поклонников. Пользователи создавали страницу, заполняя экранную форму, в которой описывались характеристики страницы: поля, столбцы, шрифт и размер и т. д. Программа создала страницу и превью на экране. Этот метод работы отличался от более прямого интерактивного подхода WYSIWYG, используемого Aldus PageMaker и Ventura Publisher, который стал более популярным по мере того, как оконные системы и графические интерфейсы стали более распространёнными. Кроме того, со временем всё больше и больше так называемых настольных издательских функций добавлялось в популярное программное обеспечение для обработки текстов, что, вероятно, сокращало рынок для такой недорогой настольной издательской программы. Как ни странно, Byline был написан на языке программирования Forth.

### RapidFile
Программа базы данных с плоскими файлами, выпущенная в октябре 1986 года, которая обычно использовалась для создания почтовых ярлыков и форм писем на ПК под управлением операционной системы DOS. RapidFile также умело организовывал и манипулировал данными, импортированными из других программ. Эта программа была разработана как быстрая, простая в использовании и менее дорогая база данных для тех, кому не требовались сложные возможности dBASE. Он добился умеренного успеха для Ashton-Tate, но версия для Microsoft Windows так и не была разработана. RapidFile необычен тем, что был разработан на языке программирования Forth.
Версия Rapidfile 1.2 была выпущена в 1986 году и доступна на нескольких языках, включая английский, французский и голландский. Хотя Rapidfile был создан для операционной системы DOS, доступна информация, показывающая, что его можно заставить достаточно хорошо работать в DOS-окне Microsoft Windows 95, 98, 2000 и XP, а также в Linux с помощью DOSemu.

### Продукты для Apple Macintosh
Когда Apple Computer представляла Macintosh («Mac») в начале 1980-х, Ashton-Tate была одной из «большой тройки» компаний-разработчиков программного обеспечения, которых Apple отчаянно хотела поддержать на своей новой платформе. Когда представители Apple обратились к Ashton-Tate, она выразила заинтересованность в том, чтобы стать крупным игроком на новом рынке.
Уже зимой 1984 года, всего через несколько месяцев после появления Macintosh, компания приобрела небольшого разработчика базы данных Macintosh и перевела его в свой центр разработки в Глендейле для работы над тем, что позже стало известно как dBASE Mac. Вскоре после этого, в начале 1985 года, они согласились финансировать разработку программы для работы с электронными таблицами, которую разрабатывал Рэнди Виггинтон, бывший руководитель проекта MacWrite. Спустя годы они добавили «высококлассный» текстовый процессор от Ann Arbor Softworks, которая была в разгаре довольно публичного фиаско, пытаясь выпустить FullWrite Professional, который теперь опаздывал почти на год.
Эд Эсбер и председатель Apple Computer Джон Скалли совместно анонсировали семейство продуктов Mac от Ashton-Tate в Пало-Альто, Калифорния. Наконец, dBASE Mac поступил в продажу в сентябре 1987 года, но фактически от dBASE в нём было одно только названия. Пользователи были встревожены, узнав, что их приложения, написанные для dBASE на ПК для запуска на Mac должны быть переписаны с нуля. Их разочарование усугублялось тем, что dBASE Mac часто зависал и работал очень медленно. Учитывая, что программа была действительно совершенно новой системой только для Mac, ей приходилось конкурировать с другими системами баз данных только для Mac, такими как 4th Dimension, Helix и FileMaker.
FullWrite и Full Impact были выпущены в 1988 году. Оба понравились обозревателям и имели передовые функции. FullWrite был выдающимся продуктом, в то время как Full Impact не повезло, потому что он был выпущен сразу после крупного нового выпуска Microsoft Excel и выпуска Informix Wingz.
Все три продукта были превосходны по своей сути, но не рассматривались как семья, и их нужно было более чётко связать друг с другом. Все они также нуждались в надёжном последующем выпуске для устранения некоторых ошибок и проблем с производительностью. Тем не менее, ни для FullWrite, ни для dBASE Mac никогда не поставлялось крупных обновлений, а единственное крупное обновление до FullImpact поставлялось с полным набором функций.
Все три продукта были превосходны по своей сути, но не рассматривались как семейство, и их нужно было более чётко связать друг с другом. Все они также нуждались в выпуске обновлений для устранения некоторых ошибок и проблем с производительностью. Однако ни для FullWrite, ни для dBASE Mac никогда не выпускалось никаких серьёзных обновлений, а единственное крупное обновление для FullImpact было выпущено через два года после выпуска. Выпуски Microsoft Word и Excel вскоре закрыли некоторые пробелы в функциях, и по мере изменения Mac OS продукты становились всё труднее запускать. Microsoft всерьёз развернула кампанию по дискредитации и уничтожению продуктов Ashton-Tate, в своё время преувеличив системные требования для FullWrite и зайдя так далеко, что удалила программное обеспечение Ashton-Tate с демонстрационных компьютеров дилеров Mac.
Позже, в 1994 году, компания Borland продала FullWrite компании Akimbo Systems, но к тому времени Microsoft Word завоевала господство на рынке, и они тоже в конце концов отказались от неё. dBASE Mac был продан в 1990 году и переиздан как nuBASE, но он не стал более успешным и исчез через год. Full Impact просто исчез.

### SQL-сервер
Одна из проблем с dBASE и подобными продуктами заключается в том, что они не основаны на модели клиент-сервер. Это означает, что когда база данных используется несколькими пользователями в сети, система обычно полагается на базовое сетевое программное обеспечение для доставки содержимого целых файлов на настольный компьютер пользователя, где выполняется фактическая работа с запросами. Это создаёт большую нагрузку на сеть, поскольку каждый пользователь «извлекает» файлы базы данных, часто выполняя один и тот же запрос снова и снова. Напротив, клиент-серверная система получает только небольшие команды с компьютера пользователя, обрабатывает команду локально на сервере, а затем возвращает только те результаты, которые искал пользователь. Общее использование сети резко снижается.
База данных клиент-сервер представляет собой принципиально иную систему, чем традиционная однопользовательская система, такая как dBASE. настоящая клиент-серверная система. По мере того, как деловой мир становился всё более объединённым в сеть, система Ashton-Tate стала бы неактуальной без поддержки концепции клиент-сервер.
Эд Эсбер и Билл Гейтс представили миру SQL Server на совместной пресс-конференции в Нью-Йорке. Основная идея заключалась в том, чтобы использовать SQL Server в качестве внутреннего интерфейса и dBASE в качестве внешнего интерфейса, что позволило существующему рынку dBASE использовать свои формы и знания в области программирования поверх системы SQL. На самом деле SQL Server был продуктом, разработанным корпорацией Sybase и лицензированным Microsoft. С точки зрения бизнеса это не оказало прямого влияния на компанию, по крайней мере, в краткосрочной перспективе.

### Издательство Tate
Подразделение Tate Publishing компании Ashton-Tate первоначально публиковало книги о программном обеспечении Ashton-Tate; в октябре 1988 г. оно расширило сферу деятельности, начав публиковать книги о стороннем программного обеспечении.

## Судебные процессы
Эсбер ранее угрожал группе пользователей dBASE, которые пытались определить стандартный формат файла dBASE. С помощью этого стандарта любой мог создать систему, совместимую с dBASE, чего Эсбер просто не хотел бы позволить. Но как только они получили юридическую претензию с требованием прекратить свои действия, они просто сменили вывеску, объявив, что перешли к созданию «нового» стандарта, известного как «xBase».
Также Эсбер подал в суд на одну из компаний- производителей клонов, известную тогда как Fox Software. К тому времени, когда дело дошло до суда в 1990 году, Fox Software выпустила FoxPro и была занята увеличением доли рынка. Если бы судебное дело было успешным, Ashton-Tate смогла бы остановить FoxPro и использовать прецедент, чтобы остановить и другие клоны, что позволит dBASE восстановиться и оправиться от инцидента с dBASE IV.
Этим надеждам пришёл конец, когда дело было прекращено в суде. В ходе первоначальных разбирательств стало известно, что формат файла и язык dBASE основаны на продукте для мейнфреймов JPLDIS, используемом в JPL, где работал Рэтлифф, когда он впервые создал Vulcan. Доверие к Рэтлиффу было поставлено под угрозу из-за его противоречивых заявлений о правах на ПО, которые он делал когда он работал в Ashton-Tate, и после того, как он ушёл оттуда. После ухода из Ashton-Tate Рэтлифф подтвердил в суде, что опирался на JPLDIS, когда разрабатывал Vulcan. Все факты так и не были выяснены, и конкуренты Ashton-Tate устроили в суде, мотивированные их собственным интересом манёвры, подавая в суд «мнения друзей суда» .
11 декабря 1990 г. судья Хэттер издал приказ о признании недействительными авторских прав Ashton-Tate на её собственные продукты dBase. Это решение было основано на правовой доктрине, известной как «нечистые руки». Судья Хэттер объяснил, что руководству Ashton-Tate было известно, что разработка программы dBase была основана на JPLDIS, и этот факт был скрыт от Бюро регистрации авторских прав.
На следующем этапе судебного процесса федеральный судья отменил своё предыдущее решение и решил рассмотреть дело о том, владеет ли Ashton-Tate языком dBASE. В апреле 1991 года судья подтвердил решение Эсбера защитить инвестиции Ashton-Tate в размере нескольких сотен миллионов долларов в разработку и маркетинг dBase, постановив, что язык принадлежит Ashton-Tate. К сожалению, его предыдущее решение уже нанесло значительный ущерб. В конце концов, в рамках слияния с Borland Министерство юстиции США потребовало, чтобы Borland не заявляла претензии об авторских правах на команды меню и язык команд dBASE. Это открыло путь Microsoft к покупке Fox Software.